# Kolksluis (Amsterdam)
De Kolksluis  is een vaste brug (brug 302) en sluis (sluis 108) in Amsterdam-Centrum.
De brug is gelegen in de Zeedijk en overspant de Oudezijds Kolk in hartje Amsterdam. De brug ligt in het Wallengebied. De brug wordt daarbij omringd door rijksmonumenten aan zowel dijk als kolk. De brug staat op menig foto, want de kolk met haar smalle doorkijk is een toeristische attractie. Als men de foto naar het noorden neemt is de grootste blikvanger de achtergevel van de Basiliek van de Heilige Nicolaas, naar het zuiden het eerder genoemde wallengebied.
Er ligt hier al eeuwen een brug/sluis. Op een plattegrond uit 1613 van Christoffel van Hartogwal, waarop hij een reconstructie de situatie in 1220 weergaf, is een oeververbinding te zien. De Oudezijds Achterburgwal vormt dan de oostelijke buitenzijde van de stad met op de kop de Sint Olofspoort (ten zuidwesten van huidige brug/sluis). Direct aan de overzijde van de gracht zijn de contouren zichtbaar van de Zeedijk, zoals die ook in de 21e eeuw terug te vinden is op kaarten (een slurf tussen Prins Hendrikkade en Nieuwmarkt). Ander onderzoek gaf aan dat de kolksluis deel uitmaakte van een nieuwe stadsuitbreiding naar het oosten van rond 1425 met aanpassing in 1431, waarbij de Sint Olofpoort haar functie in wezen verloor. Op de geschilderde plattegrond van Cornelis Anthonisz. uit 1538 is aan het eind van de Oudezijds Kolk (hij schilderde de stad gezien vanuit het noorden) een overkluisde brug/sluis te zien. Hendrik Tavenier tekende rond 1784 de situatie in 1525 met ook een overkluisde sluis. De overkluizing is dan al weg, want Caspar Philips, bekend van zijn grachtenboek, tekende rond 1775 al een “kale brug”.
Rond 1864 kwam fotograaf Gaston Braun langs en die vond er een sluiscomplex met brug. Hij fotografeerde vanuit het noorden met een zicht op de kolk. Niet veel later werd er vanuit het zuiden gefotografeerd door Andries Jager. het laat in wezen al de huidige situatie zien. Na die foto zijn de sluis en brug nog enkele keren vernieuwd al was ze niet meer belang voor de scheepvaart. Er zijn aanpassingen bekend uit 1922 (renovatie sluis), 1939 (verhoging deuren) en 1986 (renovatie kade). De brug kreeg in 1968 een nieuw brugdek, waarbij delen van de oude brug hergebruikt werden.

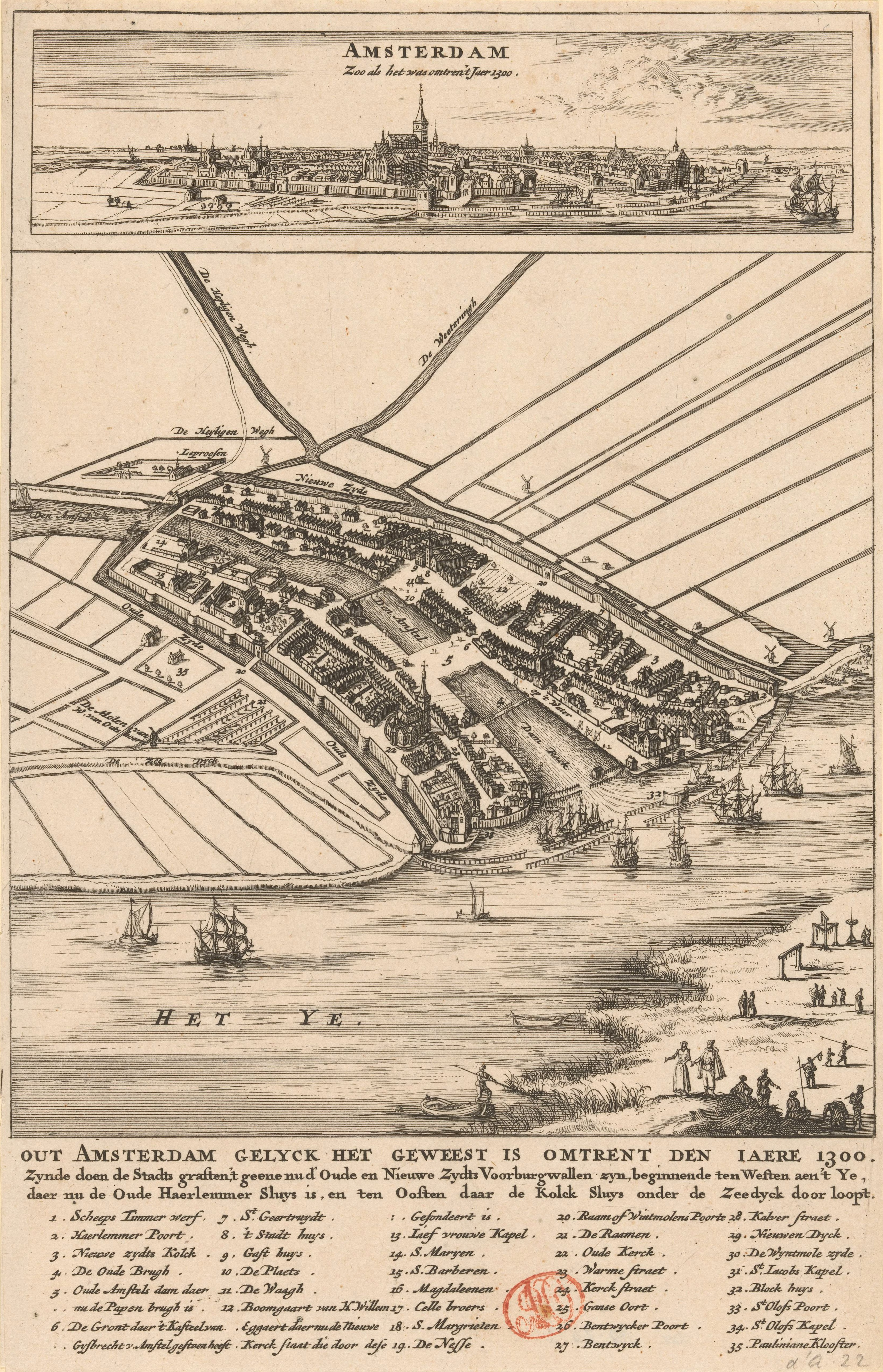
Reconstructie uit 19e eeuw met middenonder de Sint Olofspoort
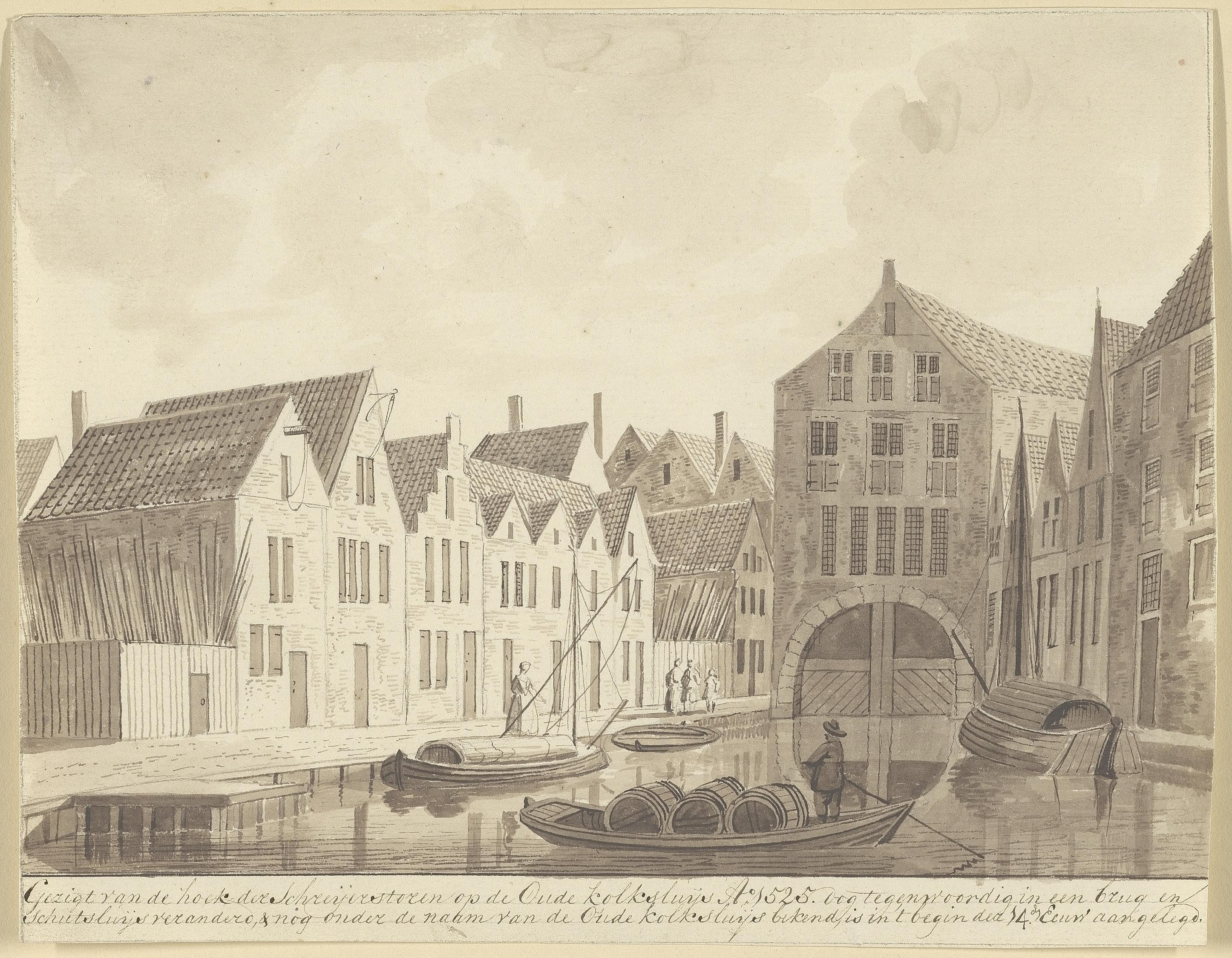
De terugblik van Hendrik Tavenier
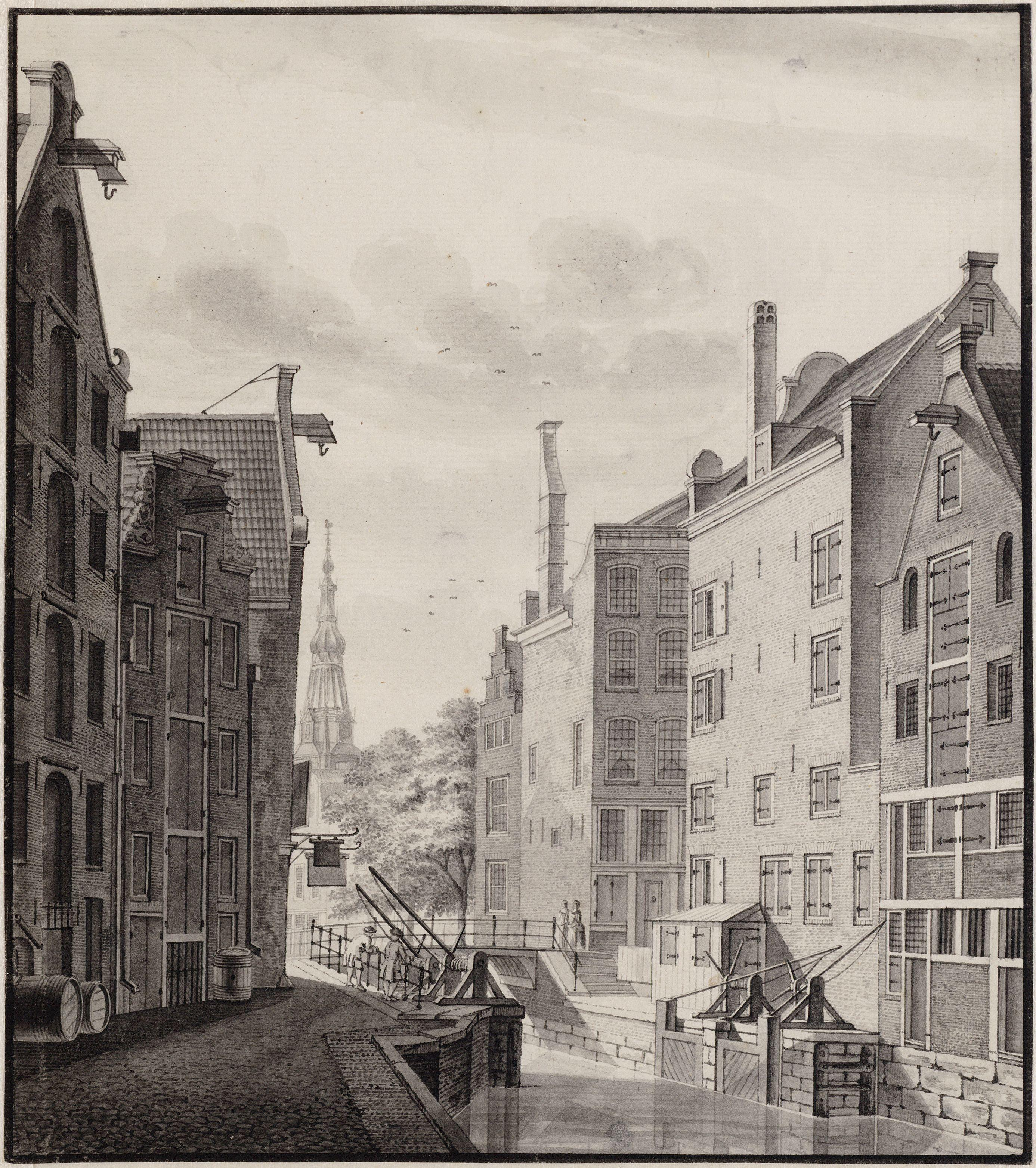
Caspar Philips, 1775
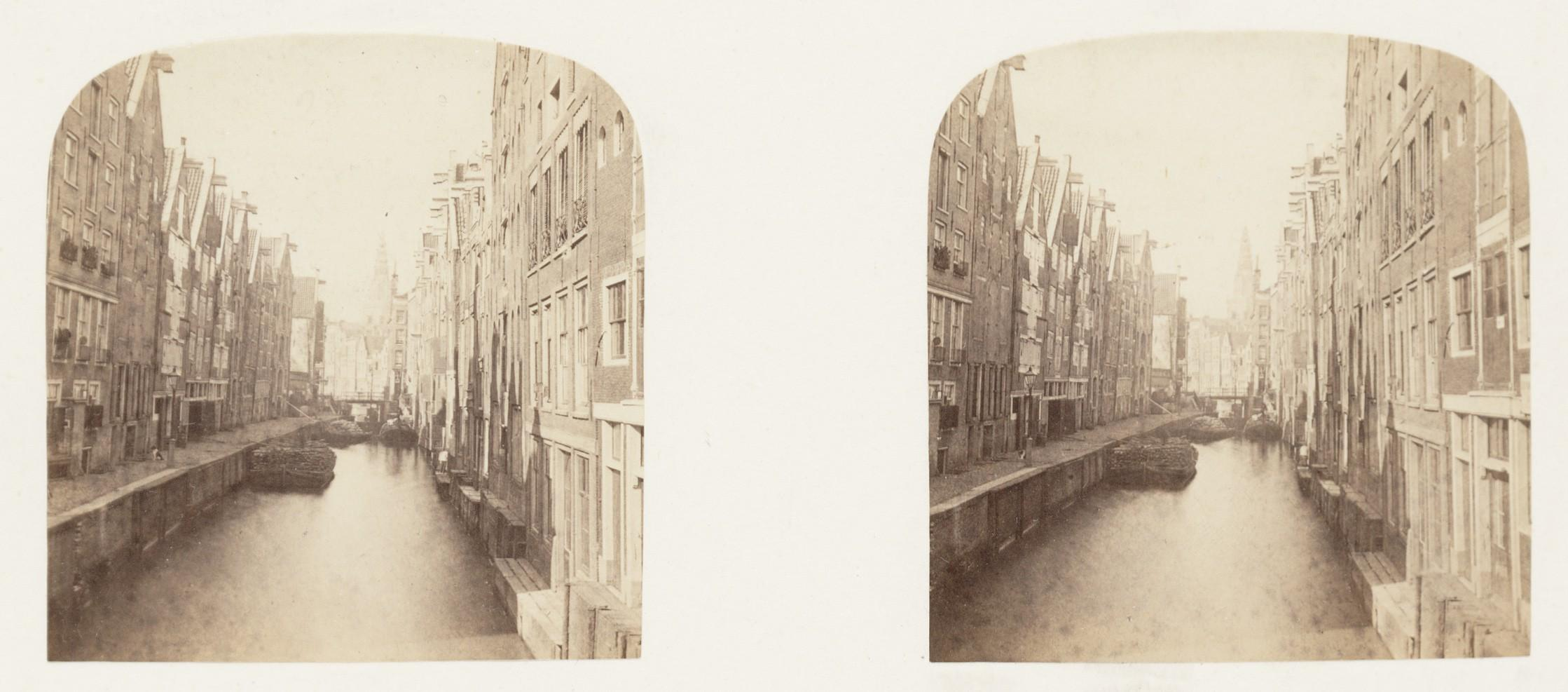
Gaston Braun, 1864
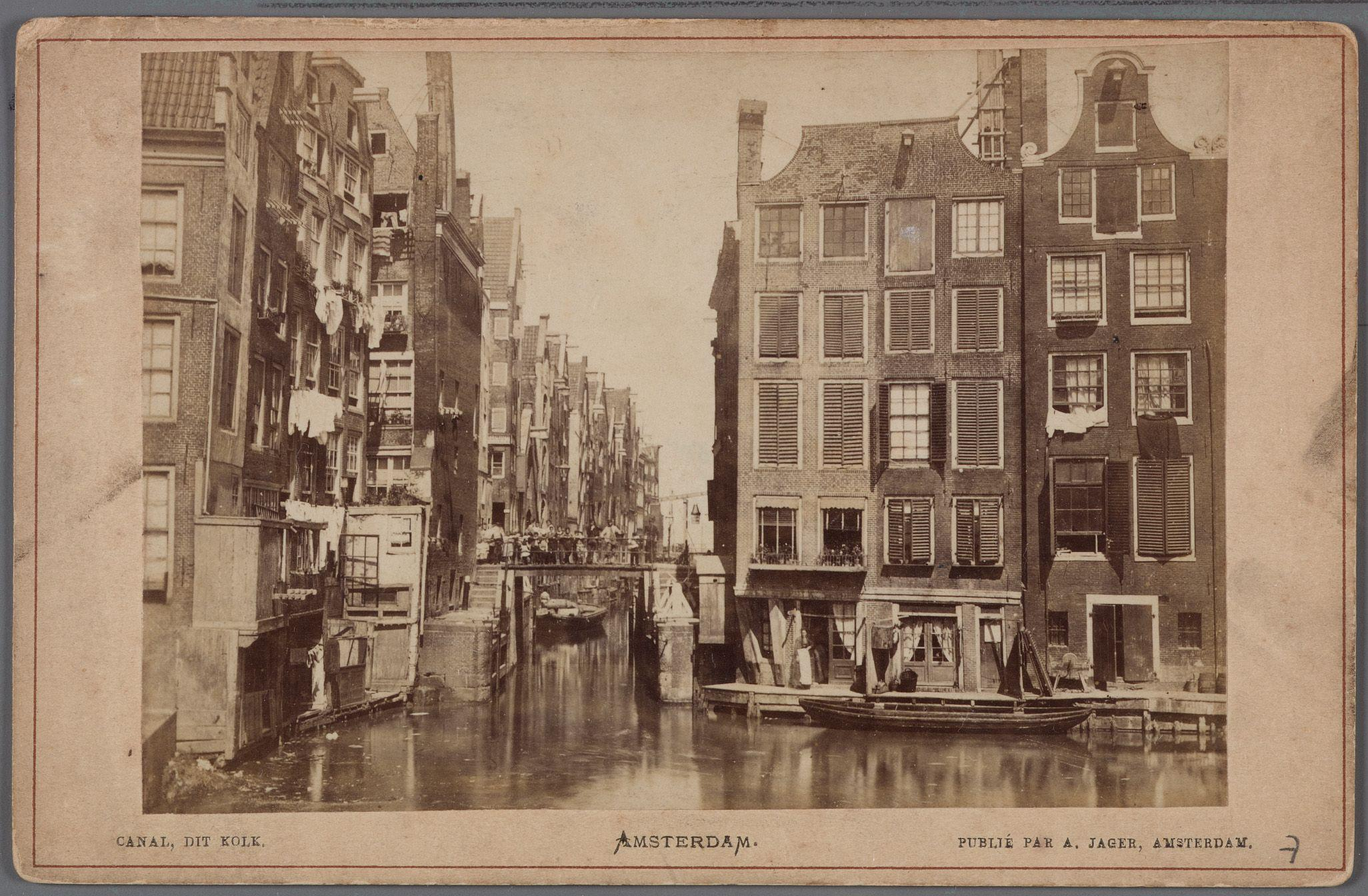
Andries Jager, 1867-1883
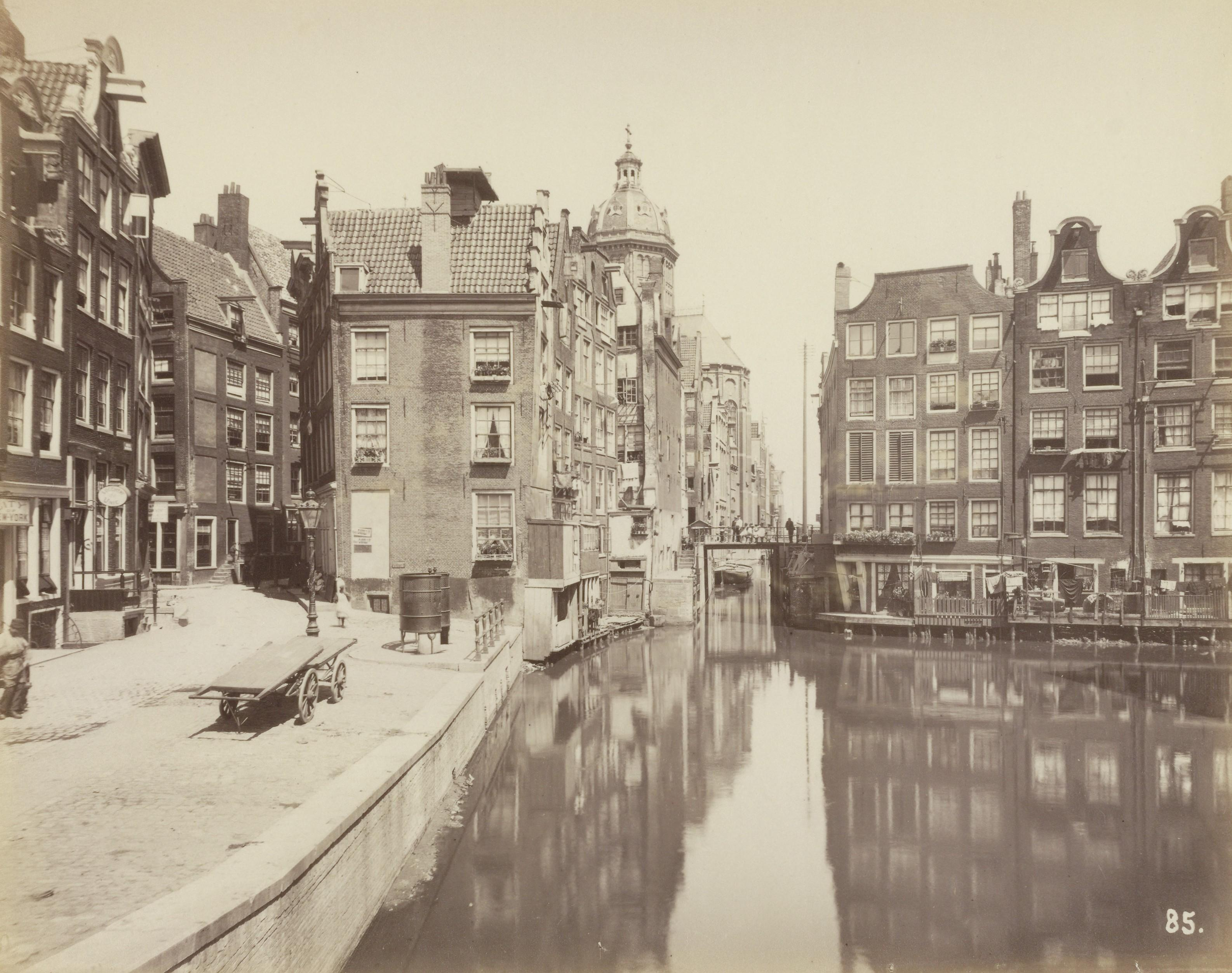
De brug rond 1900

<<< · 300 · 301 · 302 · 303 · 304 · 305 · 306 · 307 · 308 · 309 · 310 · 311 · 312 · 313 · 314 · 315 · 316 · 317 · 318 · 320 · 321 · 322 · 323 · 324 · 325 · 327 · 328 · 330 · 331 · 332 · 333 · 334 · 335 · 336 · 337 · 338 · 339 · 340 · 341 · 342 · 343 · 344 · 345 · 346 · 347 · 348 · 349 · 350 · 351 · 352 · 353 · 354 · 355 · 356 · 357 · 358 · 359 · 360 · 361 · 362 · 363 · 364 · 365 · 366 · 367 · 368 · 371 · 372 · 373 · 374 · 375 · 376 · 377 · 378 · 379 · 380 · 381 · 382 · 383 · 385 · 386 · 387 · 388 · 389 · 390 · 391 · 392 · 393 · 394 · 395 · 396 · 397 · 398 · 399 · >>>
Brugnummers 319, 326, 329 (tijdelijke duiker in de Ringspoordijk), 369, 370, 384 zijn niet (meer) vergeven.